# フラガール
『フラガール』は、2006年9月23日全国公開の日本映画である。主演は松雪泰子で、シネカノン制作・配給である。
第80回キネマ旬報ベスト・テン日本映画ベストテン第1位および読者選出ベスト・テン（日本映画）第1位。第30回日本アカデミー賞最優秀作品賞受賞作。
2008年以降たびたび舞台化されている。

## 概要
1965年（昭和40年）、大幅な規模縮小に追い込まれ危機的状況に陥った福島県いわき市の常磐炭鉱を舞台に、炭鉱で働く人々が職場を失う現実・苦悩に立ち向かい、町おこし事業として立ち上げた常磐ハワイアンセンター（現：スパリゾートハワイアンズ）の誕生から成功までを実話を元に描く。ハワイアンミュージックと本格的なフラダンスショーが描かれている。
プロデューサーの石原仁美が、炭鉱の危機を救うために元炭坑夫の男たちがヤシの木を植え、娘たちがフラダンスを学ぶという常磐ハワイアンセンター創設にまつわるドキュメンタリーをテレビでたまたま見かけて「これは絶対に映画になる」と映画化を構想し、その翌日に常磐興産へ連絡をとって取材を開始。当初は社長の中村豊を主人公とした『プロジェクトX〜挑戦者たち〜』のような作品の構想を抱いていたが、取材を進める中で次第に素人フラダンスチームに惹かれていき、最終的に横浜から招いた講師による指導を受けながら努力を重ねてステージに立つまでの感動の物語を描くこととした。原作の無い作品であることから脚本を何度も書き直し、構想から3年をかけてようやく制作に漕ぎ着けた。実話と同様に素人の女の子が数ヶ月に及ぶ厳しいレッスンを共にして気持ちを1つに通じ合わせることでいい映画を作り上げたいとの思いから、主役の松雪泰子・蒼井優から台詞のないダンサー役に至るまでダンス経験のない女優をキャスティングし、全員が一からダンスのレッスンを受けて撮影に臨んでいる。
公開前はそれほど注目を浴びた作品ではなかったものの、口コミを通じて評判を呼んだことで最終的に観客動員130万人、興行収入14億円を記録する大ヒット作品となり、第80回キネマ旬報ベスト・テン日本映画第1位、第30回日本アカデミー賞最優秀作品賞など多くの賞を受賞した。

## あらすじ
昭和40年、福島県常磐市湯本町では、炭鉱採掘会社「常磐鉱山」に雇われた炭鉱夫や、谷川紀美子の母・千代たち女性作業員が地元の炭鉱業を支えてきた。しかしある日常磐鉱山の上層部は労働組合との話合いの場で、「近々一部の鉱山閉鎖と大量解雇する予定」と告げ、千代たち従業員から反発される。常磐鉱山は新たに観光事業として「ハワイアンセンター」（リゾート施設。以下、センター）を開くことにするが、千代たちは「寒い東北で“ハワイ”を作るなんて無理だ」と怒りは収まらない。
女子高生である千代の娘・谷川紀美子は、センターで踊るハワイアンダンサー（以下・ダンサー）の募集広告を見た親友・木村早苗から応募に誘われる。応募者の説明会で映写機で露出の高い衣装で踊る女性の映像が流れると、ほとんどの応募者が尻込みして帰ってしまう。紀美子も帰ろうとするが早苗に引き止められて渋々残ることにし、他の2人の女性と共にダンサー候補生となる。東京から来たダンス指導者・平山まどかの気の強さに紀美子たちは戸惑うが、彼女のフラダンスを見て一瞬で魅了される。
千代がセンターやフラダンスに否定的なことから、紀美子は内緒でまどかのレッスン場に通い始める。しかし数日後、ダンサーを目指していることがバレた紀美子は、千代と口論になって家を飛び出してしまう。だがこのことで紀美子の心に火がつき、他の候補生と共にまどかの熱のこもった指導の日々を送る。その後炭鉱夫を早期に解雇された家の娘など10数人がまどかのもとに現れ、新たに候補生として加わる。まどかはフラダンスの手の動きには手話のようにそれぞれ意味があることを伝え、紀美子たちは練習に励んでいく。
しかし10月下旬、炭鉱閉山による大量解雇で早苗の父が解雇されたことで、急遽一家の引っ越しが決まる。早苗は紀美子にダンサーになる夢を託し、まどかや候補生たちに別れを告げて去っていく。リーダーとなった紀美子はまどかからレッスンを受けるが、早苗との別れのショックで練習に身が入らない。まどかは「プロはどんなに辛くても、舞台の上では笑顔で踊るの！」と叱るが、紀美子から反論されてつい頬を叩いてしまう。レッスン場を飛び出す紀美子だが、千代が厳しい中でも炭鉱の仕事を頑張っていることを知って改心し、翌日まどかと和解する。
センターオープン日が翌年の1月16日に決まり、まどか率いるダンサー候補生たちはプロのハワイアンダンサーチーム「フラガール」となる。フラガールは、センター開業の告知キャラバンとして日本各地を巡ってフラダンスを披露することに。しかし初日のステージでフラガールたちは緊張でミスしまくって散々な結果となった。その後フラガールがお互いにミスを貶し合ったため、まどかは「仲間なら助け合いなさい！」と一喝する。反省したフラガールは笑顔でステージに立つことを心がけ、ミスをしてもお互いにフォローするようになる。以後紀美子たちはまどかに信頼を寄せるようになり、数日かけて各地を周りながら徐々にダンスも上達していく。
フラガールのキャラバンが各地で評判となり、センター開業告知も新聞で大きく取り上げられる。そんな中キャラバン先のフラガールの一人に「父親が落盤事故の犠牲になった」との知らせが入り、まどかは皆で帰ろうとする。しかしそのメンバーがまどかに「踊らせてほしい」と訴え、紀美子たちもショーを楽しみにしている客のために出演を決意。ステージを終えてフラガールを乗せたバスは湯本町に戻るが、まどかは住民から「親の死に目よりダンスが大事か！」と罵られる。責任を感じたまどかは、翌日町を去ろうと駅に停車中の電車に乗り込むが、フラガールがホームまで彼女を引き止めに来る。電車の窓越しに紀美子たちからフラダンスの振りで“私たちはあなたのことを愛しています”と告げられたまどかは、町に残ることを決意する。
自宅に届いた紀美子宛の小包を持ってレッスン場に訪れた千代は、必死にダンスを個人練習する娘の姿に心を打たれたことで心境に変化が訪れる。センター開業を目前にして、会場を飾るヤシの木が寒さで枯れる危機に陥り、フラガールのステージ開催も危ぶまれる。この話を聞いた千代は、紀美子のために恥を忍んで炭鉱夫たちに頭を下げてたくさんのストーブを借り、センター開業に協力する。オープン当日、満員の客の中にダンスに否定的だった千代の姿を見つけた紀美子は胸を熱くする。本番直前の舞台裏にフラガールを集めたまどかは、プロダンサーに成長した紀美子たちを褒め称え、ステージへと送り出す。まどかや千代たちが見守られながら、紀美子たちフラガールのフラダンスショーは、大成功を収めるのだった。

## 作中の炭鉱とハワイアンセンター
作中の炭鉱の町では多くの男女が、炭鉱採掘会社「常磐鉱山」に所属の炭鉱夫たちが鉱山で働いている。この炭鉱は100年の歴史があり、過去には天皇が視察に訪れたこともあるとのこと。過去（谷川洋二朗の父の炭鉱夫時代）は、「石炭は黒いダイヤ」と称されるぐらい炭鉱夫は高収入な仕事だった。しかし現在（1960年代）は、国内のエネルギー源が石炭から石油の時代に変わってきたため、昔ほどの収入はない状態。このため常磐鉱山の上層部は、会社の経営に苦慮している。
常磐炭鉱は、これまで年間数億円の費用をかけ、山の中に吹き出す温泉をパイプで吸い出してきた。その有り余る温泉を利用して炭鉱の赤字を補填する目的で、新事業として総工費18億円と社運を賭けて「常磐ハワイアンセンター」が作られることになった。作中では、プロのハワイアンダンサーになれば、炭鉱夫より稼げるようになるとのこと。作中では、開業当時のハワイアンセンターの入場料金は、一家4人の場合1,000円とのこと。

## 登場人物

### 常磐ハワイアンセンター関係
平山まどか
演 - 松雪泰子
カレイナニ早川（早川和子） 常磐音楽舞踊学院最高顧問がモデル。
松竹歌劇団（SKD）で踊っていた元トップダンサー。SKDでは「エイト・ピーチェス」の一人だった。過去にハワイで本場のフラダンスを学んでいた。常磐鉱山の吉本紀夫にダンス指導者として招かれ、数か月間の契約で東京から湯本町にやって来る。東京から来たこともあり、作中では日常的に都会的でおしゃれな服を着ている。高飛車で怒りっぽい性格で、男尊女卑的な考え方を「時代遅れ」として嫌っている。作中で関わる湯本町の住民からは、「よそ者のお前におれらの気持ちは分からねぇ！」「この町のこと何も知らねぇのに！」などと言われている。年上の谷川千代や男たちにも対等に自分の意見をぶつけたり、そのまま口論になることもしばしば。さらに激怒した時は、乗車中のバスを強引に止めようとしたり、男相手に大立ち回りをするなど怒りで自分を見失うこともある。紀美子たちにダンスを教えるレッスン場の名称は、「常磐ハワイアンセンター附属常磐音楽舞踏学院」で、舞踏科とハワイアン科がある。実はダンス指導者の仕事を引受けたのは母の借金を返すためで、内心借金返済のことやSKDのトップダンサーの座から転落し、作中の田舎町に流れ着いたことを惨めに思っているが、周りの人には隠している。
吉本紀夫
演 - 岸部一徳
中村豊 常磐炭礦元社長がモデル
ハワイアンセンターの責任者。冒頭の炭鉱労働組合の会合の席で、近々解雇の恐れがある炭鉱夫たちに、新事業のハワイアンセンターに再雇用の枠があることを伝える。男にしてはやや気が弱い所がある。フラダンスを見たことがない応募者たちに説明会を開いたり、後日追加メンバーのオーディションを開く。キャラバンに同行し、各地の温泉宿や公民館などで開かれるフラガールのダンスショーでは舞台袖から彼女たちを見守ったり、空いた時間に地元住民にセンター開業のチラシを配る。センターオープン当日は、来場してくれた客への御礼の挨拶をステージから述べる。

### フラガールズ

#### 最初期メンバー
谷川紀美子
演 - 蒼井優
常磐音楽舞踊学院1期生 小野（旧姓 豊田）恵美子がモデル。
高校3年生。ダンサー候補生の最初期の4人うちの一人。湯本町では平凡な女の子で心の中には母（・千代）譲りの芯の強さもあり、まどかや千代にも臆することなく自分の考えを述べるが、時に気の強さが原因で口論になることもある。家族仲は良いが、以前から内心「母のように炭鉱の町に縛られるような人生で終わりたくない」と思っている。冒頭で渋々ハワイアンダンサー候補生になったが、後日一人で練習するまどかのダンスを見て「自分も変われるきっかけがつかめるかもしれない」と期待する。作中で家出をしているが、その間の寝食などの生活状況は不明。フラガール結成後はリーダーとなる。センター開業時のフラダンスショーでは、ソロパートを任される。
木村早苗
演 - 徳永えり
紀美子の幼馴染で親友。18歳。ダンサー候補生の最初期の4人うちの一人。父子家庭で日常の家事や弟妹の世話をしており、経済的余裕もないため高校には通っていない。以前から田舎である湯本町から出ることを望んでおり、ハワイアンダンサーの広告を見て町を出るチャンスと思って君子を誘って応募する。まどかの指導を受けながら紀美子たちとフラダンスの基礎を学び、フラダンサーの衣装を着て皆で写真撮影をするが、直後に突然家族での引っ越しが決まる。
熊野小百合
演 - 山崎静代（南海キャンディーズ・しずちゃん）
ダンサー候補生の最初期の4人うちの一人。父・五郎から「見てくれはちぃと男みたい」と評されている。子どもの頃から踊ること（詳細は不明だが、盆踊りと思われる）が好き。大柄な見た目に反して内気な性格で、恥ずかしがり屋。キャラバンツアーでダンスが上達してきたある日、炭鉱夫として働く五郎が落盤事故に巻き込まれたとの知らせを受ける。
佐々木初子
演 - 池津祥子
ダンサー候補生の最初期の4人うちの一人。冒頭では常磐炭鉱の事務員らしき仕事をしている。普段はハーフリムメガネ（上だけ黒縁の眼鏡）をかけており、フラガールの活動時は外している。冒頭のハワイアンダンサー募集広告には、「独身女性のみ」と書かれているが、自身には子供がおり、吉本に「子供いたら踊っちゃダメなんですか？」と疑問をぶつけた上で候補生となる。物語前半のダンスの練習では4人いる候補生の中でも、まどかの指示を率先して聞いて素早く行動している。紀美子より年上だが、その後リーダーとなった彼女に信頼を寄せる。フラガールのステージでは、胸を大きく見せるため（本人曰く「男性客へのサービス」）に胸パッドを使用している。

#### 中途加入のメンバー
紀美子たち4人の候補生がダンスの基礎を学び終えた頃に、まどかと吉本との面談を経て候補生として加入してくる。まどかからフラダンスを基礎から教わり、その後キャラバンで各地を周りながら徐々にダンスの技術向上、メンバーとの絆を深めていく。
神山愛子
演 - 浅川稚広
蔦谷米子
演 - 安部魔凛碧
相馬純子
演 - 池永亜美
宮田比呂子
演 - 上野なつひ
岩田律子
演 - 内田晴子
内藤恵子
演 - 直林真里奈
小野寺ひらめ
演 - 近江麻衣子
小川直子
演 - 楓
岡本真理子
演 - 栗田裕里
武藤澄江
演 - 田川可奈美
福田将美
演 - 千代谷美穂
柳里子
演 - 豊川栄順
田口ゆき絵
演 - 中村雪乃
芦屋めい
演 - 中浜奈美子

### フラガールズ最初期の4人の親族
谷川千代
演 - 富司純子
紀美子の母。女性炭鉱作業員をまとめる婦人会会長。これまで常磐鉱山の女性作業員として懸命に働き、谷川家の家計を支えてきた。仕事時は坑内から地上に上がってきたトロッコ内の石炭を、シャベルですくって外に出す作業などをしている。炭鉱夫だった夫は、既に亡くなっている。経済的余裕があまりない中、紀美子のために無理して高校に進学させてあげており、勉強を頑張ってほしいと思っている。常磐鉱山の観光事業であるハワイアンセンターについて、「寒い東北の田舎でハワイ（風リゾート施設）なんて成功するわけない」と思っている。またフラダンスをよく知らないまま否定的な考えを持っており、「裸踊り、ストリップみたいなもの」と見下している。炭鉱で仕事をしていることもあって男勝りな性格で、日常的に男っぽい言動をしている。鉱山で生きる女として誇りを持っており、「山の女は子供を生み育て、山で働く夫を支えるもの」との考えを持つ。ある日紀美子が学校をサボってフラダンスの練習をしていると気づき、レッスン場で出会ったまどかと口論になる。後日、常磐鉱山の方針が変わって定年が繰り上がり、本人の場合翌年の春に強制退職になることが告げられる。
谷川洋二朗
演 - 豊川悦司
紀美子の兄。祖父も父も炭鉱夫で、本人も炭鉱夫になった。妹想いな性格。親友の光夫からは、「鉱山が閉鎖されるかもしれないのに、洋ちゃんは先のことを考えないで気楽に生きている」と評されている。常磐炭礦の鉱山の作業場の一つ・磐城炭礦第七坑口で、蒸し風呂のような坑内で顔や体を炭で真っ黒になりながら、光夫たち同僚と石炭の発掘作業を行っている。東京からやって来た気の強いまどかとお互いに良いイメージがなく意見を対立させるが、それぞれの置かれた状況などを知ってほどなくして打ち解ける。また、まどかの母の借金を返していることを知り、借金取りから彼女を守ろうとする。
木村清二
演 - 高橋克実
早苗の父。4人の子を育てるシングルファザー。炭鉱夫として30年間働いてきたが、経済的余裕がないため自宅のふすまや壁がボロボロで、自身が飲み終わった酒瓶が畳の上に転がるなど荒れた生活状況にある。10月の閉山により他の大勢の炭鉱夫と共に解雇され、労務係長・若松から紙切れ一枚で事務的にクビを告げられて苛立つ。そのまま帰宅すると、たまたまフラガールの衣装を着てはしゃぐ早苗を見て激昂する。翌日、湯本町より炭鉱業が盛んな夕張市福住に一家で引っ越していく。
木村好恵
演 - 小野愛莉
早苗の妹。小学校低学年ぐらい。10月のある日の夕方頃、自宅内で実や美代と3人で、早苗にハワイアンダンスの派手な衣装を着ているのを見せてもらって喜ぶ。
木村実
演 - 高橋朗
早苗の弟。小学校低学年ぐらい。毎朝自宅で早苗に見送られながら、好恵や美代と仲良く通学している。
木村美代
演 - 畠みゆう
早苗の末の妹。好恵や実と違って通学時に小学校の黄色い帽子を被っていないことから、幼稚園か保育園に通っている模様。
佐々木太郎
演 - 鈴木寛弥
初子の息子。年は小学3年生ぐらい。母子家庭なのかは不明だが、初子が参加するフラガールのキャラバンツアーに同行して各地を周る。キャラバンでは、控室で初子や他のダンサーたち相手と雑談を交わしたりちょっかいを出している。センター開業時に客として訪れ、フラを踊る初子を見つけて客席から声をかける。
熊野五郎
演 - 志賀勝
小百合の父。炭鉱夫。これまで男手一つで小百合を育ててきた。自身が所属する常磐鉱山が新事業で始めるセンターで、ハワイアンダンサーを募集していると聞いて、「何か役に立てれば」と小百合をレッスン場に連れて来る。小百合がフラダンスの練習を始めてからは、仕事の合間を縫って時々娘の様子を見にレッスン場に見学に来る。その後炭鉱の落盤事故に何人かの炭鉱たちと共に巻き込まれ、意識がない状態で外に運び出される。
小百合の叔父
演 - 山田明郷
落盤事故に巻き込まれて亡くなった五郎を看取る。その夜キャラバンのバスで帰ってきた小百合に五郎が死んだことを伝え、「最後までお前の名前を呼んでいた」と告げる。
小百合の叔母
演 - ふくまつみ
叔父と同じく、五郎の最期を看取った。キャラバン先の小百合に、吉本とまどか経由で五郎が落盤事故に巻き込まれたことが伝わったのに、夜にようやく自宅に戻ってきた小百合に涙ながらに叱りつける。その後センターの開業日のダンスショーでは客席で五郎の遺影を抱いて座り、フラダンスを踊る小百合を暖かく見守る。

### 常磐炭鉱の人々、他
猪狩光夫
演 - 三宅弘城
洋二朗の親友で、炭鉱夫仲間。東京から来たまどかに興味を持ち、洋二朗と2人でちょっかいを出すなどする。しかし常磐炭鉱上層部から閉山危機にあることを知って将来に不安を感じ、洋二朗にも内緒で炭鉱の仕事に見切りをつける。センターの植物係に転職した後、台湾から届いたヤシの木を軽トラックの荷台に乗せて運搬していたところを洋二朗に見つかって喧嘩になり、苦しい胸の内を告げる。センター開業のためヤシの木を設置したが、後日工事の遅れで木が枯れる危機になり、炭鉱の労働組合にストーブの貸出の協力を必死に求める。
炭鉱労働組合幹部
演 - 大河内浩
労働組合の会合の席で、解雇される炭鉱夫2,000人のうち常磐炭鉱の新事業であるハワイアンセンターで何人が再雇用されるのかを吉本に問いただす。五郎が落盤事故の犠牲になった後、小百合がキャラバンを優先して帰ってきたため、責任者であるまどかに怒りをぶつける。光夫からセンター開業に必要なヤシの木を枯らさないよう、労働組合の備品であるストーブの貸出を頼まれるが、冷たい対応をする。
若松浩司
演 - 菅原大吉
常磐炭鉱の労務係長
冒頭の常磐炭鉱労働組合の話合いの席で、近い内に鉱山閉鎖により2,000人（全体の4割にあたる人数）の炭鉱夫（及び女性作業員）を解雇することを、彼らの刺すような視線を感じながら恐る恐る発表する。炭鉱夫たちが強く反対したため、常磐炭鉱の新事業であるハワイアンセンターに再雇用枠があることを告げてなだめようとする。
徹
演 - 眞島秀和
元炭鉱夫。ハワイアンセンターに転職し、フラガールズが踊る時にハワイアンミュージックを演奏するバンドマンとなる。
石田
演 - 寺島進
まどかを追いかける借金取り。実際にはこの借金はまどかの母が借りていたお金らしく、実家まで取り立てに行ったがまどかが母に渡しておいた金だけでは足りなかったため、まどかが滞在中の湯本町の家（仮住まい）に、連れの男とともに取り立てに来る。まどかに金の催促をしていたところ、たまたまやって来た洋二朗と初対面する。その後センター開業日に再び湯本町に訪れるが、渡ろうとした橋を洋二朗が通せんぼしたため一対一で対決する。
（役名不明）
演 - 氏家恵
ダンサー応募時の説明会参加者の一人。説明会を仕切る吉本に、町の噂で聞いた鉱山閉鎖が事実かを確認する。映写機を使った上映会で、フラダンスの露出の高い衣装を着て腰を振りながら踊る女性の映像を初めて見て、自身が想像していた踊りと違ったため、不快感を示してその場を後にする。

## スタッフ
- 監督 - 李相日
- 協力 - スパリゾートハワイアンズ、いわきフィルムコミッション、映画「フラガール」を応援する会
- Special Thanks - 常磐興産、常磐興産グループ、常磐興産OB・OG有志、スパリゾートハワイアンズダンシングチーム、常盤音楽舞踊学院、早川洋舞塾
- 後援 - 福島県、いわき市、ハワイ州観光局
- 製作者 - 李鳳宇、河合洋、細野義朗
- 脚本 - 羽原大介
- 企画・プロデュース - 石原仁美
- 撮影 - 山本英夫
- 美術 - 種田陽平
- 照明 - 小野晃
- 録音 - 白取貢
- 編集 - 今井剛
- 監督補 - 杉山泰一
- 音楽 - ジェイク・シマブクロ
- テーマソング - ジェイク・シマブクロ「Hula Girl」（フラ・ガール）
- 劇中歌 - 「Wish on my star」（英語版 - ジェニファー・ペリ、日本語版 - 照屋実穂）
- 演技・振付指導 - カレイナニ早川
- CG - OLMデジタル
- 技斗 - 秋永政之
- タイトル - マリンポスト
- 現像 - 東京現像所
- スタジオ - 日活撮影所
- 製作委員会（BLACK DIAMONDS）メンバー - シネカノン、ハピネット、スターダストピクチャーズ
- 制作/配給 - シネカノン

## ロケ地
- 福島県いわき市
  - スパリゾートハワイアンズ
  - いわき市石炭・化石館
  - いわき市小名浜市民会館
  - いわき市海竜の里センター
- 福島県石川郡古殿町
- 茨城県北茨城市
- 茨城県高萩市
- 茨城県常陸太田市
- 那珂湊駅（茨城県ひたちなか市）

## 作品の評価

### 興行成績
公開前はそれほど注目されていなかったが、口コミによって評判が伝わり、ロングラン上映をする劇場が多く、最終的には目標を上回る観客動員125万人、興収14億円という大ヒットとなった。

### 受賞歴
第79回アカデミー賞の外国語映画賞の日本代表に選出（本選の第1次選考で落選）。また、第30回日本アカデミー賞最優秀作品賞に選ばれたが、大手映画会社4社（東映、東宝、松竹、角川）以外の作品が受賞するのは1996年の『午後の遺言状』（日本ヘラルド映画）以来11年ぶりである。実質的にダブル主演である松雪と蒼井は下記のように主演女優賞を分け合ったが、蒼井はクレジット三番手という扱いもあって助演女優賞を受けるケースも目立った。
- 第80回キネマ旬報ベスト・テン（2007年1月9日発表）
  - 日本映画ベスト・テン第1位[8]CITEREF『80回全史』2007
  - 読者選出日本映画ベストテン 第1位
  - 助演女優賞 - 蒼井優
- 第31回報知映画賞（2006年11月28日発表）
  - 最優秀作品賞
  - 最優秀助演女優賞 - 蒼井優
- 第19回日刊スポーツ映画大賞・石原裕次郎賞（2006年12月5日発表）
  - 作品賞
  - 主演女優賞 - 松雪泰子
  - 助演女優賞 - 富司純子
  - 新人賞 - 蒼井優
- 第61回毎日映画コンクール（2007年1月19日発表）
  - 日本映画優秀賞
  - 助演女優賞 - 蒼井優
- 第49回ブルーリボン賞（2007年1月25日発表）
  - 作品賞
  - 主演女優賞 - 蒼井優
  - 助演女優賞 - 富司純子
- 第21回高崎映画祭
  - 最優秀監督賞 - 李相日
  - 最優秀主演女優賞 - 蒼井優
- 第28回ヨコハマ映画祭
  - 日本映画ベストテン 第2位
  - 主演女優賞 - 蒼井優
- 第31回エランドール賞[9]
  - 作品賞（映画）
  - 新人賞 - 蒼井優
- 第16回東京スポーツ映画大賞
  - 主演女優賞 - 蒼井優
  - 助演女優賞 - 富司純子
- 第11回日本インターネット映画大賞
  - 日本映画部門作品賞（第1位）
  - 助演女優賞 - 蒼井優
- 第30回日本アカデミー賞（2007年2月16日発表）[10][11]
  - 最優秀作品賞
  - 最優秀監督賞 - 李相日
  - 最優秀脚本賞 - 李相日、羽原大介
  - 最優秀助演女優賞 - 蒼井優
  - 優秀主演女優賞 - 松雪泰子
  - 優秀助演女優賞 - 富司純子
  - 優秀新人賞 - 蒼井優、山崎静代
  - 話題賞 -『フラガール』[12]
- 第16回日本映画批評家大賞[13]
  - 助演女優賞 - フラガールズ
- 第44回ゴールデン・アロー賞（2007年3月1日発表）
  - 映画賞 - 松雪泰子

## 実話との相違点
映画は当初、センターの設立を企画創案し、創業者となった常磐炭礦副社長、中村豊を主人公に企画が考えられたため、フィクションを脚色した部分がある。
- 主人公の平山まどかは鼻っ柱の強い女性講師で、借金を抱え、都落ちしたSKD（松竹歌劇団）のダンサーという設定だが、実際のモデルは日本のフラダンス界の草分け、カレイナニ早川（本名・早川和子）で、ハワイ留学から帰った彼女がテレビに出ていたのを中村豊がぜひにと頼み込み、その考えに感銘し、講師を引き受けたのである。
- 蒼井優が演じた谷川紀美子のモデルは、小野（旧姓、豊田）恵美子である。映画では踊りに縁のない女子高生として描かれているが、実際の小野恵美子は舞踏学院一期生の最年長21歳で、小学2年生からクラシックバレエを続け、磐城女子高等学校時代はダンス部の主将も担当。リーダーとして早川の右腕的存在であった[14]。

## エピソード
- 映画の舞台である福島県いわき市常磐湯本にあるいわき市石炭・化石館（炭鉱内部シーンのロケ地として撮影が行われた）では、企画展として「あの感動をもう一度。フラガール展」が開催された。
- 映画の舞台になった「スパリゾートハワイアンズ」内に、映画の衣裳や小道具などが展示されている「フラ・ミュージアム」が2007年11月にオープンした。
- フラガールの上映以前、ハワイアンズではフラダンスショーはプールに設立された一時的なショータイムの認識が強く、食事や休息の合間に見物する客がほとんどであった。そのため、空席が目立っていたが、上映以降はショータイムを目的とした客が増え、特に長期休暇期間には30分前には席が埋まり、立ち見客や二階テラス、さらには隣接されている巨大プールからの見物客が出るほどの賑わいとなっている。見物料は基本的に上映以前から無料（ただし入園料は別）であるが、現在は有料の予約席がある。
- 映画の公開に先立って、2006年5月3日から4日に、ダンサー役で出演する女優たちが「お台場ハワイアンフェスティバル」に出演する[15]。
- フラ発祥の地であるハワイ州でも、2006年10月30日（現地時間）、ハワイ国際映画祭の大トリとして、ホノルルのハワイ・シアターを使い、アメリカ合衆国内としてのプレミア上映が行われた。上映前に、ジェイク・シマブクロのライブ演奏と、ジェイクの伴奏によるジェニファー・ペリの歌も披露された。なお、その際上映された作品は、借金取りの石田（寺島進）が登場するシーンは完全にカットされ石田が一切登場しないことになっており、また日本国内での宣伝映像に使われた、まどかの初訪問（「私のハワイ、どこ?」と絶句する）シーンなど他の一部シーンもカットされた、日本国内で上映されたものとは一部異なるものとなっていた。
- 2006年12月20日、映画のイベントの一環として、ダンサー役の出演者が現役のダンサーとハワイアンズの舞台で共演するスペシャルステージが実施される[16]。
- 2011年3月11日に発生した東日本大震災で被災したいわき市を支援するために、当映画に出演した松雪泰子、蒼井優、富司純子、山崎静代らが1,000万円の義援金をいわき市に送った[17]。また、山崎静代を始め、ダンサー役の出演者が、新橋SL広場で開催された震災の応援イベント「がんばっぺ！いわき」に出演する[18]。
- 『フラガール』というタイトルであるが、映画のクライマックスのダンスは「タヒチアン」である[19]。

## 関連商品

### サウンドトラック
- フラガール オリジナル・サウンドトラック（2006年8月23日、ソニー・ミュージックジャパンインターナショナル、EICP-652）

### ビデオ
- 2007年3月16日に、1枚組の『スタンダード・エディション』と、本編ディスクに加え2枚の特典ディスクとシナリオを付録した『メモリアルBOX』が、ハピネットから発売された。

## 舞台

### 2008年版
2008年7月から8月にかけて、東京・TBS赤坂ACTシアターをはじめ全国5都市で上演された。
映画版も手掛けた羽原大介が脚本を手掛け、映画にはなかったエピソードも盛り込まれる。山田和也が演出を担当。谷川紀美子役の福田沙紀と平山まどか役の片瀬那奈がダブル主演を務め、福田は本作が初舞台にして初主演。また、現役のスパリゾートハワイアンズのダンサー2名もフラガールズ役で出演する。
また、池永亜美は映画に引き続き舞台版の出演者となる。
キャスト（2008年版舞台）
- 谷川紀美子 - 福田沙紀
- 平山まどか - 片瀬那奈
- 谷川洋二朗 - 阿部力
- 熊野小百合 - 根本はるみ
- 木村早苗 - 今井りか
- 佐々木初子 - 風間水希
- 熊野五郎 - 福本伸一
- まどかの後輩 - 華城季帆
- 吉本紀夫 - 田山涼成
- 谷川千代 - 久世星佳
- フラガールズ - 歩、石井咲、池永亜美、ヴァネッサ・ルート、大澤恵、岡本茜、梶原樹[21]、加東希望、加藤やよい、河野悠里、齋藤実希、佐伯聖羅、島之原樞、首藤萌美、高橋あゆみ、武石愛未、美景、水野夏美。八子亜由美、八塚文香、山際麻衣[21]、横町七瀬
- 及川いぞう
- 松林慎司
- ゆかわたかし
- 浦島三太郎
- 後藤恵
- 鄭光誠
- 高橋稔
- 杉本凌士
- 大迫茂生
- 田久保宗稔

スタッフ（2008年版舞台）
- 脚本 - 羽原大介
- 演出 - 山田和也
- テーマ音楽 - ジェイク・シマブクロ
- 舞踊振付・指導 - カレイナニ早川
- 音楽 - 佐橋俊彦
- 美術 - 大田創
- 照明 - 高見和義
- 音響 - 山本浩一
- 衣裳 - 原まさみ
- ヘアメイク - 鎌田直樹
- 振付 - 西祐子
- アクション - 渥美博
- 演出助手 - 豊田めぐみ
- 舞台監督 - 北條孝
- 共同プロデューサー - 熊谷信也
- プロデューサー - 河出洋一
- ロゴデザイン - 大寿美トモエ
- 宣伝美術 - COM Works
- 宣伝写真 - 川田洋司（mosa.inc）
- 主催 - TBS、TBSラジオ、朝日新聞社
- 特別協賛 - イトーキ
- 後援 - ハワイ州観光局、タヒチ観光局
- 協力 - シネカノン、スパリゾートハワイアンズ
- フラダンス衣裳協力 - メネフネプランテーション

公演日程（2008年版舞台）
- 2008年7月18日 - 8月6日、東京・TBS赤坂ACTシアター
- 2008年8月10日、福島・いわき芸術文化交流館アリオス大ホール
- 2008年8月16日、福岡・福岡市民会館
- 2008年8月23日 - 24日、大阪・梅田芸術劇場メインホール
- 2008年8月28日 - 31日、愛知・御園座

### 昭和芸能舎版
2018年6月から2019年1月にかけて、羽原大介の作・演出により東京・赤坂RED/THEATERをはじめ3都市で上演となり、舞台の舞台に近隣であるいわき市でも上演されている。
2019年11月から、2都市で再演（2019年には作り手の異なる『フラガール -dance for smile-』（#次節）も公演されている。）。
及川いぞう、田久保宗稔、石井咲は2008年版のオリジナルキャストである。
キャスト（昭和芸能舎版）
- 稲村梓（初演、再演）
- 池内理紗（初演、再演）
- しるさ（初演、再演）
- 中川絵美（初演、再演）
- 藤田美歌子（初演、再演）
- ちかみ麗（初演、再演）
- 及川いぞう（初演、再演）
- 山村紘未（初演、再演）
- 仲本ユウ（初演、再演）
- 竹井ゆず（初演、再演）
- 桐山桂奈（初演（東京公演、秋田公演））
- 里内伽奈（初演、再演）
- 原悠里奈（初演、再演）
- 巻島みのり（初演、再演）
- ゆかわたかし（初演、再演）
- 高橋みのる（初演、再演）
- 浦島三太朗（初演、再演）
- アフロ後藤（初演、再演）
- 渡邊慶人（初演、再演）
- 井上颯（初演、再演）
- 田久保宗稔（初演、再演）
- 石井咲（初演（福島公演）、再演）
- 塩塚和代（再演）
- 杉莉々子（再演）
- 鈴木万里絵（再演）
- 今井彩奈未（再演）
- 佐藤朱莉（再演）
- 中村友香（再演）
- 池上リョヲマ（再演）
- 原沢侑高（再演）

スタッフ（昭和芸能舎版）
- 作・演出 羽原大介

公演日程（昭和芸能舎版）
- 2018年6月26日 - 7月1日、東京・赤坂RED/THEATER
- 2018年10月7日 - 8日、秋田わらび座小劇場
- 2019年1月27日、福島いわきアリオス中劇場
- 2019年11月26日 - 12月1日、東京・赤坂RED/THEATER
- 2019年12月19日、宮城・トークネットホール仙台 小ホール

### フラガール -dance for smile-
総合演出を河毛俊作、構成演出を岡村俊一が担当した『フラガール -dance for smile-』が2019年より公演。2021年、2022年、2025年に再演された。
2019年には作り手の異なる昭和芸能舎版（#前節）も公演されている。

#### -dance for smile-2019年版
『フラガール - dance for smile -』のタイトルで、2019年10月から11月に上演。主演は、乃木坂46（当時）の井上小百合。
初演では映画から追加された後半の紀美子のシーンがカットされた改訂が行われている。
映画ではタヒチアンの衣装で雑誌の集合撮影を行ったが、2019年舞台版はハワイアンフラの衣装だった他、熊野小百合の設定などが映画と異なる部分が複数点ある。
キャスト（2019年版舞台）
- 谷川紀美子 - 井上小百合（当時、乃木坂46）
- 平山まどか - 矢島舞美 (元℃-ute)
- 熊野小百合 - 富田望生
- 木村早苗 (Wキャスト) - 太田奈緒（当時、AKB48）
- 木村早苗 (Wキャスト) - 福島雪菜（劇団4ドル50セント）
- 谷川洋二朗 (紀美子の兄) - 味方良介
- 谷川千代（紀美子の母） - 有森也実
- 吉本紀夫（常磐炭鉱 元 課長/ハワイアンセンター社長） - 山崎銀之丞
- 中山優貴（SOLIDEMO）
- 伊藤修子
- 武田義晴
- 木村清二 (早苗の父) - 吉田智則
- 吉田美佳子
- 伊藤修子
- 黒川恭佑
- 三島涼（イケ家！）
- 山田良明
- 朝倉ふゆな
- 秋谷百音
- 三橋観月
- 尾崎明日香
- 古田小夏
- 相吉澤栞音
- Mirii
- 岩上隼也
- 本橋裕亮

東京公演最終公演のみゲスト出演 - 早苗の弟 役 佐久本宝、大石敦士
スタッフ（2019年版舞台）
- 総合演出 - 河毛俊作
- 構成演出 - 岡村俊一

公演日程（2019年版舞台）
- 10月18日 - 27日、東京・日本青年館ホール
- 11月2日 - 4日、大阪・サンケイホールブリーゼ

#### -dance for smile-2021年版
2019年初演の『フラガール -dance for smile-』の再演。主演の樋口日奈（当時乃木坂46）は舞台単独初主演。
キャスト（2021年版舞台）
- 谷川紀美子 - 樋口日奈（当時、乃木坂46）
- 平山まどか - 矢島舞美
- 木村早苗 - 山内瑞葵（AKB48）
- 和美 - 安田愛里（ラストアイドル）
- 吉本紀夫 - 武田義晴
- 谷川千代 (紀美子の母) - 有森也実
- 谷川洋二朗 (紀美子の兄) - 高橋龍輝
- 木村清二 (早苗の父) - 吉田智則
- 工藤潤矢
- 隅田杏花（劇団4ドル50セント）
- 朝倉ふゆな
- 吉田美佳子
- 近藤雄介
- 黒川恭佑
- 松本有樹純
- 濱田和馬
- 岩上隼也
- 草野剛
- 秋谷百音
- 大串有希
- 尾崎明日香
- 三橋観月
- 古田小夏
- 相吉澤栞音
- Mirii

スタッフ（2021年版舞台）
- 総合演出 - 河毛俊作
- 構成演出 - 岡村俊一

公演日程（2021年版舞台）
- 4月3日 - 12日、東京・Bunkamuraシアターコクーン[30]

#### -dance for smile-2022年版
『フラガール -dance for smile-』の再々演。
キャスト（2022年版舞台）
- 谷川紀美子 - 潮紗理菜（日向坂46）
- 平山まどか - 矢島舞美
- 木村早苗 - 太田夢莉
- 和美 - 兒玉遥
- 谷川千代 (紀美子の母) - 有森也実
- 大串有希
- 朝倉ふゆな
- 竹内詩乃
- 鈴木くるみ（AKB48）
- 道枝咲（AKB48）
- 岡田帆乃佳（劇団4ドル50セント）
- 本西彩希帆（劇団4ドル50セント）
- 立野沙紀（劇団4ドル50セント）
- 尾崎明日香
- Mirii
- 高橋龍輝
- 武田義晴
- 吉田智則
- 工藤潤矢
- 山田良明
- 久保田創
- 濱田和馬
- 大石敦士
- 近藤雄介
- 久道成光（劇団4ドル50セント）

スタッフ（2022年版舞台）
- 総合演出 - 河毛俊作
- 構成演出 - 岡村俊一

公演日程（2022年版舞台）
- 5月14日 - 23日、東京・新国立劇場 中劇場

#### -dance for smile-2025年版
『フラガール -dance for smile-』の4度目の公演。日向坂46を卒業した丹生明里が舞台単独初主演
キャスト（-dance for smile-2025年版）
- 谷川紀美子 - 丹生明里
- 平山まどか - 映梨那
- 木村早苗 - 中村里帆
- 初子 - 木崎ゆりあ
- 和美 - 菅原りこ
- 大串有希
- 飯田桃子
- 夏生ひまり
- 吉川真世
- 尾崎明日香
- 大田和歩
- 古橋早紀子
- 雛田みかん
- YUKA
- MEGUMI
- 谷川洋二朗 - 細貝圭
- 久保田創
- 濱田和馬
- 工藤潤矢
- 大石敦士
- 河本祐貴
- 松本有樹純
- 近藤雄介
- 杉野豊
- 黄類
- 黄萌奈
- 吉本紀夫 - 神尾佑
- 谷川千代 - 有森也実

スタッフ（-dance for smile-2025年版）
- 作：羽原大介 / 李相日
- 総合演出：河毛俊作
- 構成演出：岡村俊一

公演日程（-dance for smile-2025年版）
- 5月22日 - 6月2日、東京・新国立劇場 中劇場

### 羽原組版
羽原大介が再び脚本・演出を手がけ、羽原の演劇ユニット・羽原組の作品として2023年に『フラガール'23』が公演。2024年に『フラガール'24』として再演。
キャスト（羽原組版）
- 稲村梓（初演、再演）
- 中村守里（初演）
- なすび（初演、再演）
- 生方和代（初演、再演）
- コビヤマ洋一（初演、再演）
- 藤田美歌子（初演、再演）
- しるさ（初演、再演）
- 田久保宗稔（初演、再演）
- 中村友香（初演、再演）
- 宮原理子（初演）
- 浦島三太朗（初演、再演）
- 潮ナツミ（初演）
- 久留飛雄己（初演、再演）
- 安孫子宏輔（初演、再演）
- 伊藤わこ（初演、再演）
- 琴波真香（初演）
- 永妻倫（初演）
- 佐々木千代（初演、再演）
- 荻堂汐里（初演）
- 青木美咲希（初演）
- 十河茉由（再演）
- 小林アリス（再演）
- 石井咲（再演）
- 永田伊織（再演）
- 永山愛理（再演）
- 古田小桜（再演）
- 片柳にせん（再演）

スタッフ（羽原組版）
- 脚本・演出：羽原大介

公演日程（羽原組版）
- 2023年10月5日 - 15日、東京・赤坂RED/THEATER
- 2024年10月1日 - 6日、東京・赤坂RED/THEATER
- 2024年10月23日 - 24日、宮城・仙台銀行ホール イズミティ21
- 2024年10月26日 - 27日、福島・いわき芸術文化交流館アリオス 中劇場